# Triada

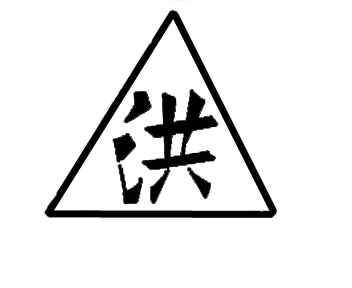
Symbol Triad

Triada (chin. trad.: 三合會, chin. upr.: 三合会, pinyin: Sānhéhuì) – chińskie organizacje podziemne, które powstały w XVII wieku w celu obalenia mandżurskiej dynastii Qing. W XIX wieku rozpoczęły działalność przestępczą (początkowo głównie przemyt opium). Obecnie są synonimem chińskich organizacji przestępczych – tak jak mafia we Włoszech czy yakuza w Japonii.
Triada jest chińskim międzynarodowym syndykatem przestępczości zorganizowanej z siedzibą w Wielkich Chinach i ma placówki w różnych krajach które wyróżniają się znaczną populacją Chińczyków.
Triada z Hongkongu różni się od organizacji przestępczych z Chin kontynentalnych. W starożytnych Chinach triada była jednym z trzech głównych tajnych stowarzyszeń. Tworzyła oddziały w Makau, Hongkongu, Tajwanie i chińskich społecznościach za granicą. Znane jako „organizacje przestępcze z Chin kontynentalnych” dzielą się na dwa główne typy: ciemne siły (luźno zorganizowane grupy) i czarne społeczeństwa (dojrzalsze organizacje przestępcze). Dwie cechy, które odróżniają czarne społeczeństwo od ciemnej siły, to zdolność do uzyskania nielegalnej kontroli nad lokalnymi rynkami i otrzymywania ochrony policyjnej. Triada hongkońska odnosi się do tradycyjnych organizacji przestępczych działających w (lub pochodzących z) Hongkongu, Makau, Tajwanu oraz krajów i regionów Azji Południowo-Wschodniej, podczas gdy zorganizowane grupy przestępcze w Chinach kontynentalnych znane są jako „chińskie grupy przestępcze z Chin kontynentalnych”.

## Grupy
- 14K
- Sun Yee On
- Tai Huen Chai
- Wo Shing Wo
- Shui Fong
- Wo Hop To
- Luen Group

## Triady w kulturze
Triady (czasami jako jedna organizacja), pojawiają się w wielu książkach, filmach i grach komputerowych dotyczących organizacji przestępczych, np. w serii Grand Theft Auto, Sleeping Dogs czy Hitman. Często podkreślana jest ich wrogość i rywalizacja z japońską yakuzą.

## Geneza
Triady, wywodzące się z Chin organizacje przestępcze, tajne zgrupowania bądź kluby, były oddziałem tajnego Towarzystwa Hung. Społeczeństwo było podzielone, a jedna grupa (znana jako Triada i Gang Ching) stała się organizacją przestępczą. Po utworzeniu Chińskiej Republiki Ludowej w 1949 r. tajne stowarzyszenia w Chinach kontynentalnych zostały stłumione w kampaniach zleconych przez Mao Zedonga. Większość tajnych chińskich stowarzyszeń, w tym triady i część pozostałego gangu Ching, przeniosła się do brytyjskiej kolonii Hongkongu, Tajwanu, Azji Południowo-Wschodniej i krajów zamorskich (szczególnie USA) i konkurowała z Tongami i innymi organizacjami przestępczymi. Stopniowo chińskie tajne stowarzyszenia zwróciły się ku narkotykom i wymuszaniu zarobków.

## XVIII wiek
Towarzystwo Nieba i Ziemi (天地會, Tiandihui), organizacja braterska, została założona w latach 60. XVIII wieku. Gdy wpływy społeczeństwa rozprzestrzeniły się po całych Chinach, rozgałęziły się na kilka mniejszych grup o różnych nazwach; jednym było Towarzystwo Trzech Harmonii (三合會, Sanhéhuì). Społeczeństwa te przyjęły trójkąt jako swój emblemat, któremu zazwyczaj towarzyszyły ozdobne wizerunki mieczy lub portrety Guan Yu.

## XIX wiek
W XIX wieku wiele takich społeczeństw postrzegano jako legalne sposoby pomocy imigrantom z Chin w osiedleniu się w ich nowym miejscu zamieszkania. Tajne stowarzyszenia zostały zakazane przez brytyjski rząd kolonialny w Singapurze w latach 90. XIX wieku i powoli wymierały  w trakcie trwnia kadencji kolejnych gubernatorów i przywódców kolonialnych. Rakiety, które ułatwiły gospodarczą potęgę triad singapurskich, handel opium i prostytucja również zostały zakazane. Imigrantów zachęcano do szukania pomocy u lokalnych kongsi zamiast zwracania się do tajnych stowarzyszeń, co przyczyniło się do upadku owych społeczeństw przestępczych.

## XX wiek
Od lat pięćdziesiątych do siedemdziesiątych XX wieku miasto Kowloon Walled City w brytyjskim Hongkongu było kontrolowane przez lokalne triady. Po drugiej wojnie światowej tajne stowarzyszenia odrodziły się, gdy gangsterzy wykorzystali niepewność, aby się odbudować. Niektóre chińskie społeczności, takie jak „nowe wioski” w Kuala Lumpur i Bukit Ho Swee w Singapurze, stały się znane z przemocy gangów. Kiedy Komunistyczna Partia Chin doszła do władzy w 1949 r. w Chinach kontynentalnych, egzekwowanie prawa zaostrzyło się, a rządowe rozprawienie się z organizacjami przestępczymi zmusiło triady do migracji do brytyjskiego Hongkongu. Szacuje się, że w latach pięćdziesiątych w Hongkongu mieszkało 300 000 członków triady. Według Uniwersytetu w Hongkongu większość stowarzyszeń triad powstało w latach 1914-1939, a w momencie szczytowym było ich ponad 300. W Hongkongu działało dziewięć głównych triad — Wo Hop To, Wo Shing Wo, Rung, Tung, Chuen, Shing, Sun Yee On, 14K i Luen. Podzielili ziemię według grup etnicznych i lokalizacji geograficznych, przy czym każda triada zarządzała innym regionem. Każdy miał własną siedzibę. Po zamieszkach w 1956 r. rząd Hongkongu wprowadził surowsze egzekwowanie prawa, a triady stały się mniej aktywne.

## XXI wiek
18 stycznia 2018 roku włoska policja aresztowała 33 osoby związane z chińską triadą działającą w Europie w ramach operacji China Truck (rozpoczętej w 2011 roku). Triada działała w Toskanii, Veneto, Rzymie i Mediolanie we Włoszech oraz we Francji, Hiszpanii i niemieckim mieście Neuss. Chińską triadę oskarża się o wymuszenia, lichwę, nielegalny hazard, prostytucję i handel narkotykami. Mówi się, że grupa zinfiltrowała sektor transportowy, stosując zastraszanie i przemoc wobec chińskich firm, które chcą transportować towary transportem drogowym do Europy. Policja skonfiskowała kilka pojazdów, firm, nieruchomości i kont bankowych.
Zdaniem eksperta od organizacji terrorystycznych i zorganizowanej przestępczości typu mafijnego Antonio De Bonisa, port w Neapolu jest najważniejszym punktem wyładunku handlu zarządzanego przez Chińczyków we współpracy z Camorra. Wśród nielegalnych działań, w których współpracują ze sobą te dwie organizacje przestępcze, znajduje się handel ludźmi i nielegalna imigracja, których celem jest wyzysk seksualny i zawodowy chińskich imigrantów do Włoch, handel narkotykami syntetycznymi i pranie nielegalnych pieniędzy poprzez zakup nieruchomości. W 2017 roku śledczy odkryli nielegalny program transportu odpadów przemysłowych prowadzony wspólnie przez Camorrę i Triady. Odpady były transportowane z Włoch do Chin, opuszczając Prato we Włoszech i docierając do Hongkongu – program, który przed odkryciem przynosił obu organizacjom miliony dolarów dochodów.

## Działalność przestępcza
Triady zajmują się różnymi dziedzinami przestępczości, od oszustw, przez wymuszenia do prania pieniędzy, handel i prostytucję, a także biorą udział w przemycie i podrabianiu towarów, takich jak muzyka, wideo, oprogramowanie, ubrania, zegarki i pieniądze.

### Handel narkotykami
Od pierwszych zakazów opium w XIX wieku chińskie gangi przestępcze były zaangażowane w światowy nielegalny handel narkotykami. Wiele triad przeszło z opium na heroinę, produkowaną z roślin opium w Złotym Trójkącie, rafinowaną w heroinę w Chinach i przemycaną do Ameryki Północnej i Europy w latach 60. i 70. XX wieku. Najważniejsze triady działające w międzynarodowym handlu heroiną to 14K i Tai Huen Chai. Triady zaczęły przemycać chemikalia z chińskich fabryk do Ameryki Północnej (do produkcji metamfetaminy) oraz do Europy do produkcji MDMA. Triady w Stanach Zjednoczonych również przemycają duże ilości ketaminy.

### Podrabianie
Triady zajmują się fałszerstwem od lat 80. XIX wieku. W latach 60. i 70. zajmowali się fałszowaniem pieniędzy (często 50 centów z Hongkongu). Gangi zajmowały się również fałszowaniem drogich książek na sprzedaż na czarnym rynku. Wraz z pojawieniem się nowych technologii i poprawą średniego standardu życia, triady produkują podrabiane towary, takie jak zegarki, filmy VCD i DVD oraz markową odzież i torebki.

## Znani członkowie
- Wan Kuok-koi(inne języki) (były przywódca 14K)
- Raymond "Shrimp Boy" Chow(inne języki)
- Peter Chong(inne języki)
- Chen Chi-li(inne języki)
- Michael Chan(inne języki)
- Stephen "Sky Dragon" Tse(inne języki)
- Tse Chi Lop(inne języki)